# Kiel et Tanger
1895-1905, La République française devant l'Europe
Kiel et Tanger est un ouvrage du journaliste et homme politique français Charles Maurras, directeur de L'Action française. Cet essai, écrit en 1905 et complété jusqu'à sa première publication en 1910, fait l'état des faiblesses militaires de la France liées à « l'inertie du système républicain ». Le livre est constitué à partir des articles de Charles Maurras parus dans la Gazette de France et L'Action française. Le livre a fait l'objet de rééditions, en 1913 et 1921, puis en 2018.

## Présentation

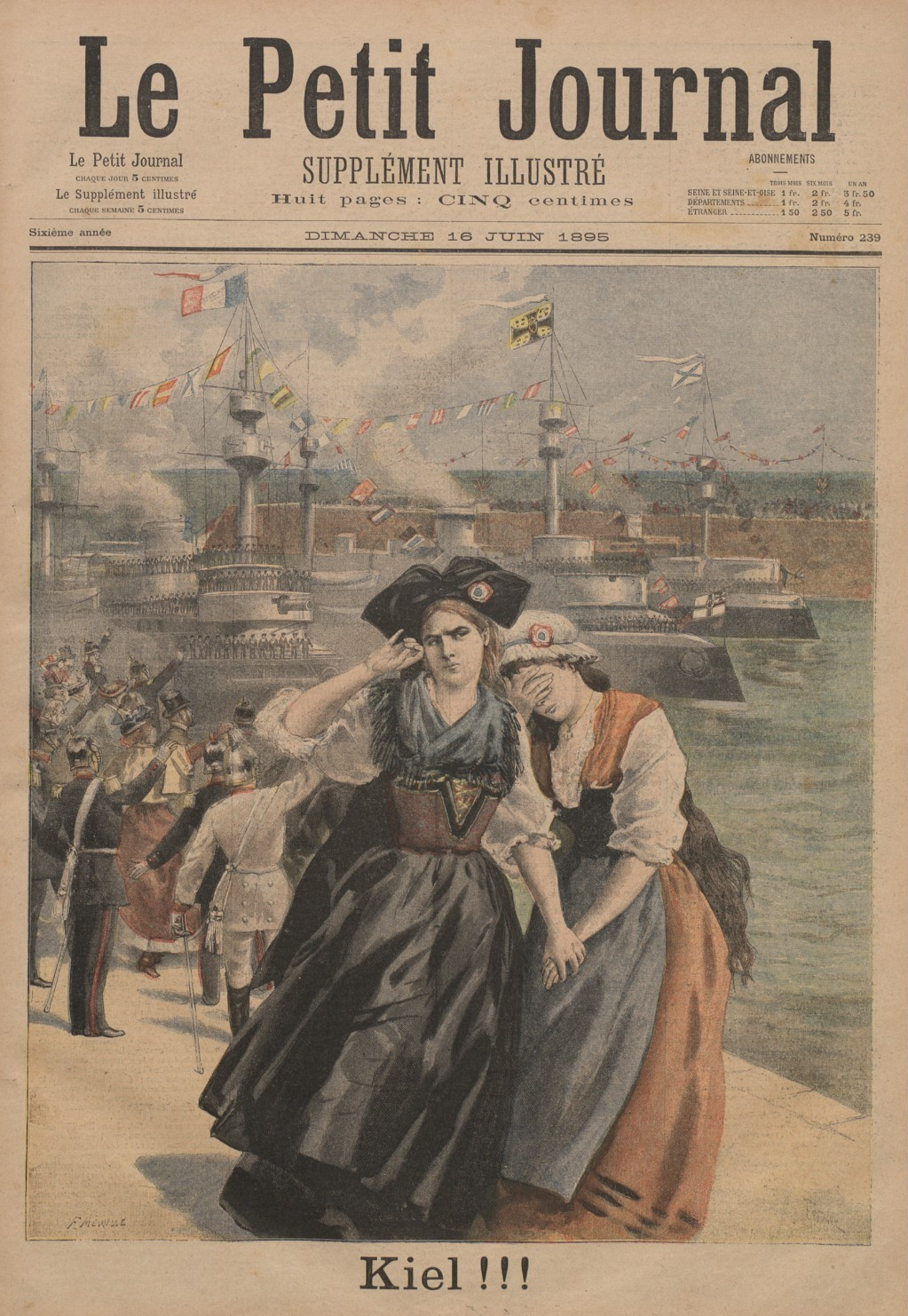
La marine militaire française en direction de Kiel dans Le Petit Journal du 16 juin 1895.

Le titre de l'ouvrage puise son origine dans deux événements : la revue navale de Kiel le 18 juin 1895 où la marine militaire française participe aux côtés de navires allemands et russes dans une démonstration antibritannique et la crise de Tanger du 31 mars 1905, déclenchée par l'empereur allemand Guillaume II s'opposant à la création d'un protectorat français sur le Maroc. Le gouvernement français de l'époque est déstabilisé et mis en porte-à-faux sur la scène diplomatique.
Kiel et Tanger est une critique de la politique étrangère française entre 1895 et 1905, période pendant laquelle, le ministère des Affaires étrangères explore deux voies : « l'alliance avec l'Allemagne contre une Angleterre qui contrariait les ambitions coloniales de Paris, puis l'alliance avec l'Angleterre contre une Allemagne à laquelle l'opinion française n'avait pas pardonné l'annexion de l'Alsace-Lorraine ».
Le nationalisme intégral de Maurras est nourri par l'esprit de revanche contre l'Allemagne jusqu'à établir « une doctrine antigermaniste systématique, propre à rallier une société militaire consentante idéologiquement ». Cependant, il faut appréhender le nationalisme intégral de Maurras strictement comme un nationalisme défensif car « l’Action française n’était pas va-t-en-guerre pour autant, puisque la crainte qu’une guerre ne mène à la disparition de la France, si celle-ci était toujours gouvernée par une république, était le fondement de son existence ». Pour autant, la revanche demeure un mythe avant 1914 du fait que « les armées françaises ne se sont jamais préparées explicitement à une revanche militaire contre l’Allemagne ». En face, l’Empire allemand déployait « des moyens secrets permanents, tant policiers que militaires, contre la France avant 1914 ».
Face à l'accentuation des tensions franco-germaniques, aux coupures dans les budgets militaires depuis 1890 et à l'impréparation de la France, Maurras prédit 500 000 morts lors du prochain conflit : « Au bas mot, en termes concrets, la faiblesse du régime doit nous représenter 500 000 jeunes Français couchés froids et sanglants, sur leur terre mal défendue ». Le bilan humain de la Grande guerre est finalement plus lourd avec 1 400 000 pertes françaises.
Maurras conclut que « la République est par nature incapable de cohérence, parce que l'Etat y est livré en pâture à des factions trop occupées par « la petite guerre civile, c'est-à-dire le jeu électoral et parlementaire » ».
Plusieurs fois dans le livre, Charles Maurras se plaît à citer Marcel Sembat, « le socialiste ayant prédit, aux dires de Maurras, la fortune du monarchisme si la République ne parvenait pas à s’imposer ».

## Réception
L'ouvrage de Maurras rencontre un grand succès à l'origine. Albert Thibaudet, critique littéraire de l'entre-deux-guerres, résume Kiel et Tanger comme « un essai de démonstration que la politique extérieure est interdite à un État républicain et que le plus sage pour lui sera de n’en pas faire du tout ». Du mois d'août à novembre 1910, L'Action française publie « quasi-quotidiennement, dans sa rubrique sur la vie de la ligue, des extraits des divers comptes rendus de la presse parisienne et provinciale » à propos du livre.
La réception de l'ouvrage lors de sa réédition en 2018 est bien plus controversée.

## Postérité
Kiel et Tanger est une œuvre saluée pour sa qualité d'anticipation des relations internationales. En 1972, lors d'une conférence donnée à l'Institut d'études politiques de Paris, Georges Pompidou cite un passage de Kiel et Tanger, :

« Le monde aura donc la chance de se représenter pour longtemps... comme un composé de deux systèmes : plusieurs empires, avec un certain nombre de nationalités, petites ou moyennes, entre les deux. Le monde ainsi formé ne sera pas des plus tranquilles. Les faibles y seront trop faibles, les puissants trop puissants et la paix des uns et des autres ne reposera guère que sur la terreur qu'auront su inspirer réciproquement les colosses. Société d'épouvantement mutuel, compagnie d'intimidation alternante, cannibalisme organisé ! »

Il rajoute « quelqu'un qui n'a jamais été mon maître à penser, tant s'en faut, Charles Maurras a, dans Kiel et Tanger, dès 1910, prévu le monde actuel ».
Kiel et Tanger est le premier livre de Maurras lu par Éric Zemmour avant de découvrir Devant l'Allemagne éternelle.

## Liens
- Kiel et Tanger dans Gallica, la bibliothèque numérique de la BnF